# RG-12
L'RG-12 è un veicolo trasporto truppe (APC) blindato nato prevalentemente per l'uso nell'ordine pubblico, ma utilizzato anche in molti altri ambiti come veicolo di comando, veicolo di soccorso tattico, APC paramilitare, veicolo di sorveglianza, blindato leggero o fuoristrada. Progettato e prodotto in Sudafrica dalla Land Systems OMC (una filiale sudafricana di BAE Systems), il motore è prodotto dalla Mercedes-Benz oppure, per i mezzi italiani, dalla Iveco.
All'interno del veicolo possono operare fino a 12 soldati o poliziotti con relativo equipaggiamento tattico.
In Italia è utilizzato dai Carabinieri  come veicolo blindato per l'ordine pubblico. Da parte degli operatori italiani il mezzo è spesso conosciuto, erroneamente, con il soprannome Nyala.

## Operatori
- Italia -  (30) Arma dei Carabinieri
- Canada - (10+) Royal Canadian Mounted Police
- Repubblica del Congo - Polizia
- Costa d'Avorio - (3) Polizia
- Colombia - Polizia
- Kuwait
- Malawi - Polizia
- Mozambico - Polizia
- Arabia Saudita
- Sudafrica - (100+) South African National Defence Force e South African Police Service
- Swaziland - Polizia
- Emirati Arabi Uniti - (RG-12 Mk2) Forze di Polizia di Dubai
- Stati Uniti - (3) Port Authority of New York and New Jersey, (1) Connecticut State Police

## Nei media
Alcuni RG-12 appaiono nel film Avengers: Age of Ultron, utilizzati dalla South African Police Service nella battaglia contro Hulk.

## Galleria d'immagini

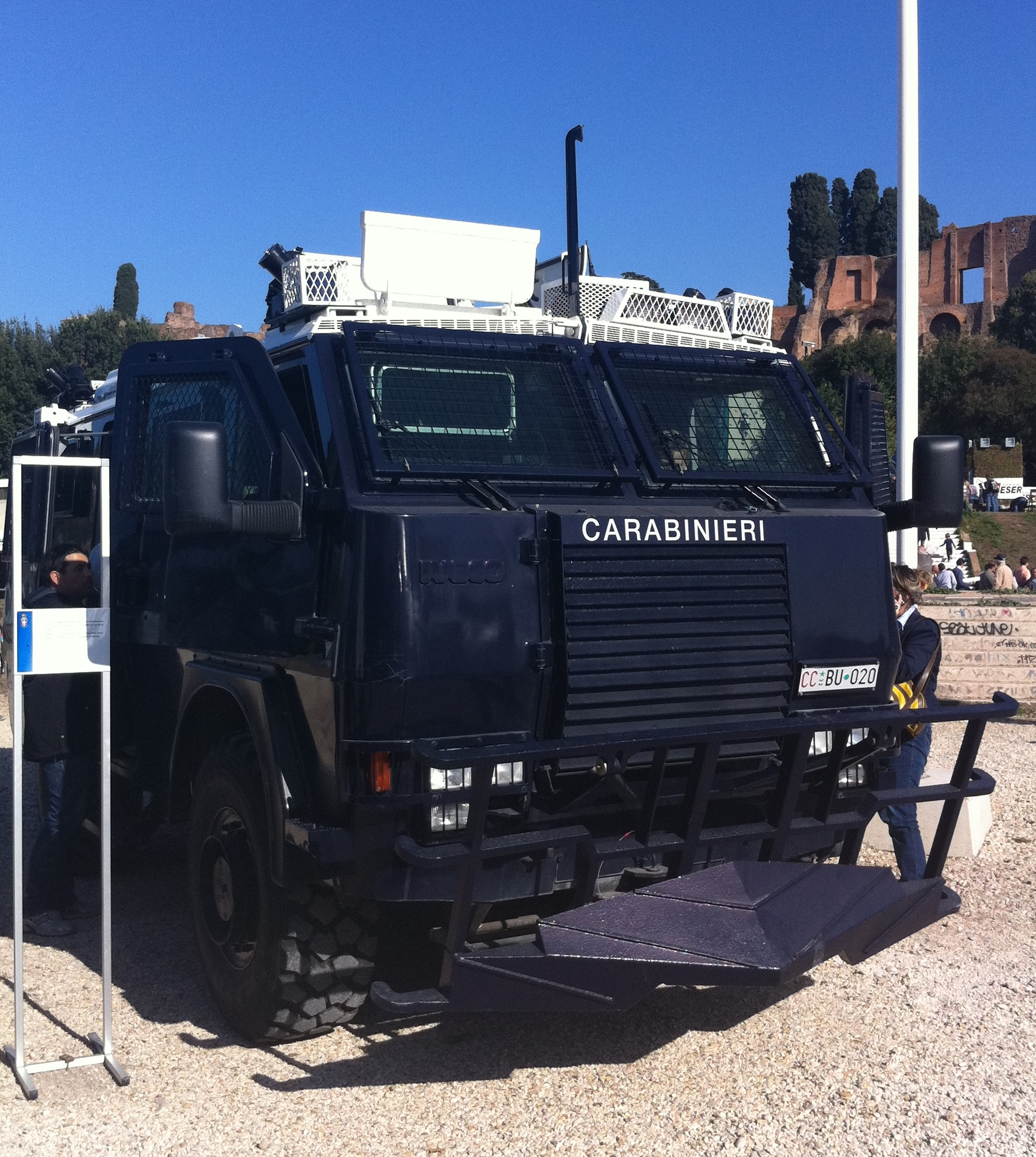
RG-12 dell'Arma dei Carabinieri in esposizione al Circo Massimo per la festa delle forze armate italiane
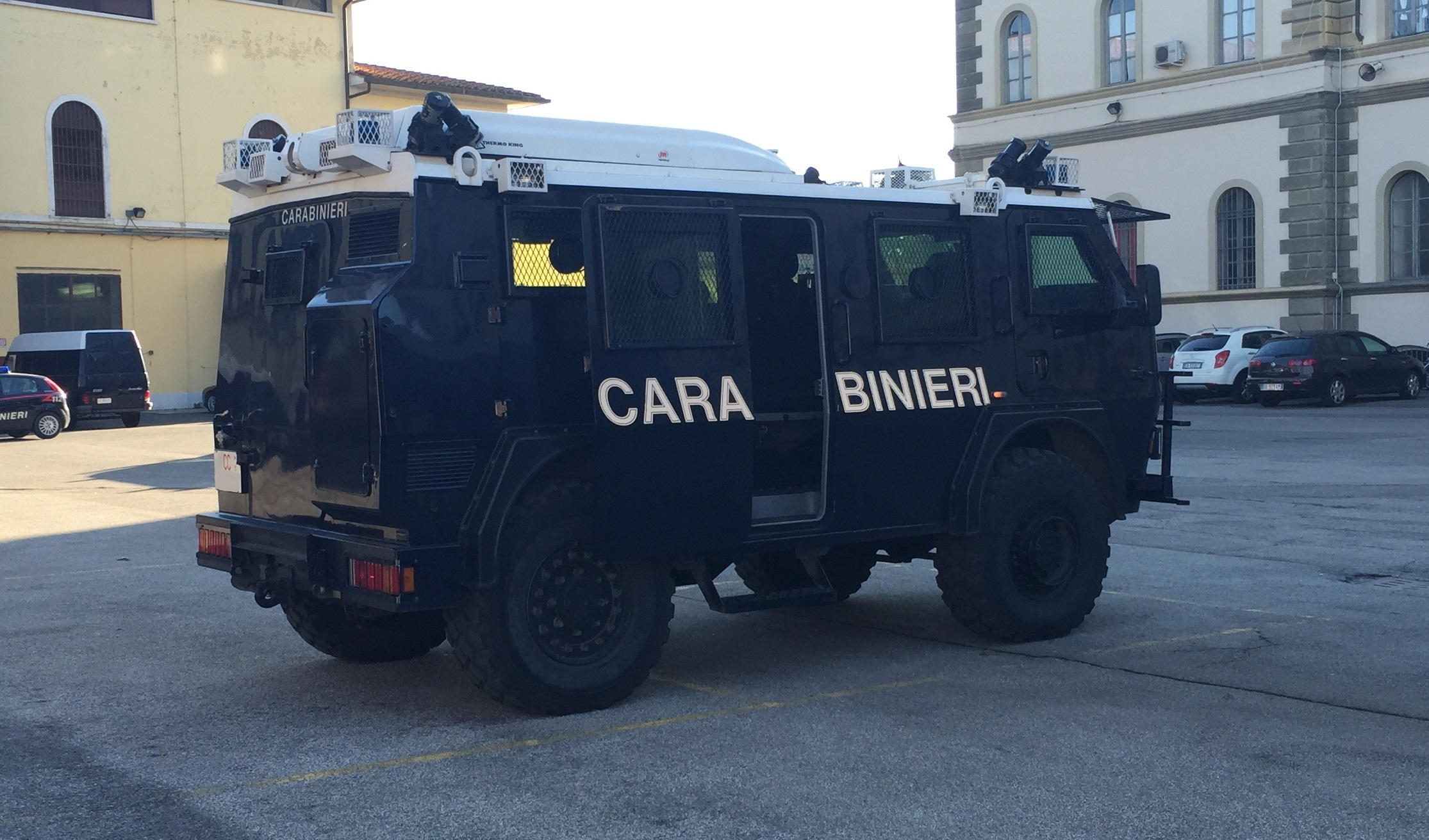
RG-12, vista posteriore
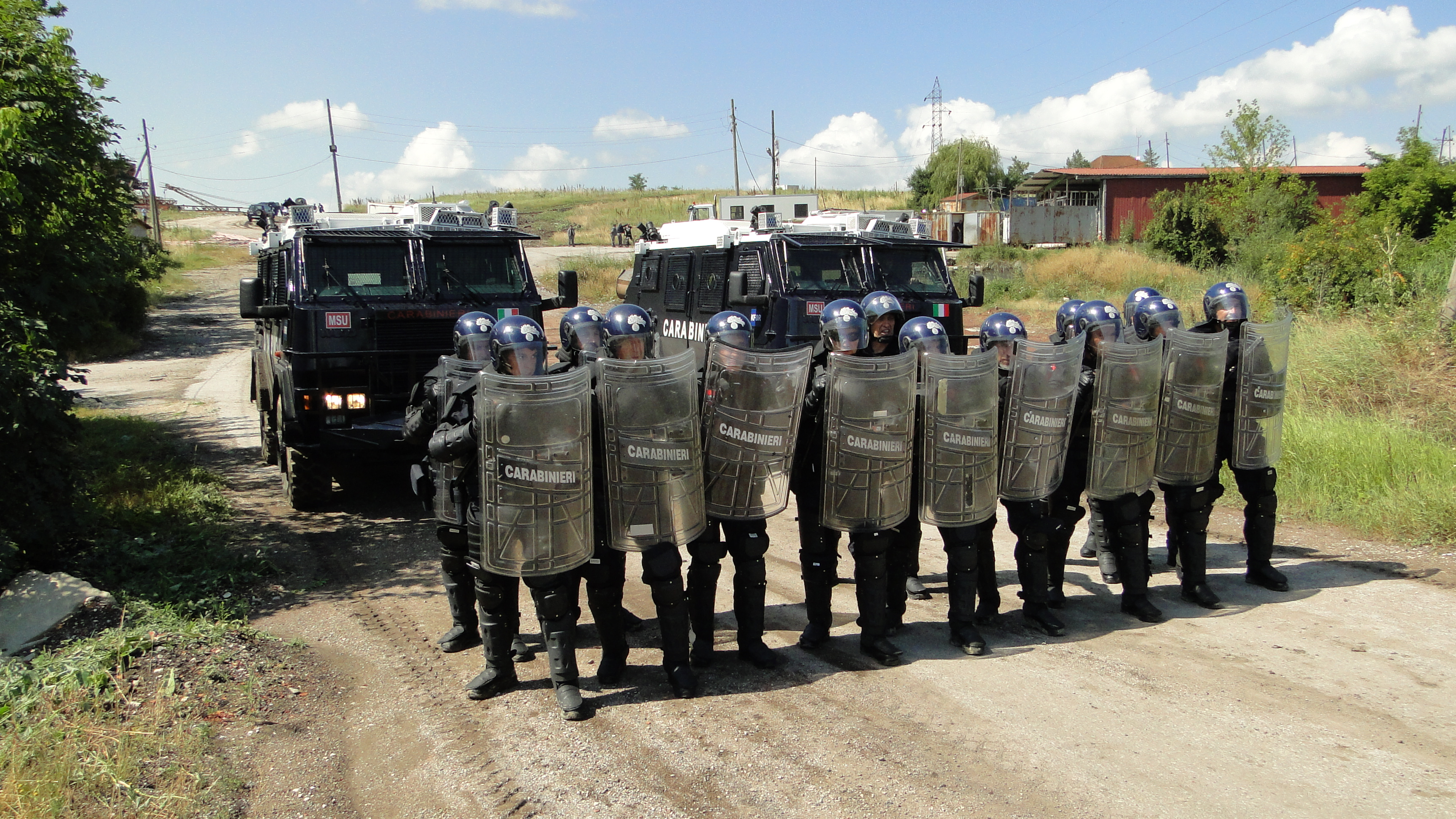
Un plotone di Carabinieri di KFOR-MSU con due RG-12 in addestramento da Ordine Pubblico, Kosovo, 2019.